# Giro di Lombardia 1988
Il Giro di Lombardia 1988, ottantaduesima edizione della corsa, fu disputata il 15 ottobre 1988, per un percorso totale di 260 km. Fu vinta dal francese Charly Mottet, giunto al traguardo con il tempo di 6h49'05" alla media di 38,134 km/h.
Presero il via da Como 177 ciclisti, 35 di essi portarono a termine la gara.

## Ordine d'arrivo (Top 10)
| Pos. | Corridore                | Squadra      | Tempo   |
| ---- | ------------------------ | ------------ | ------- |
| 1    | Charly Mottet            | Système U    | 6h49'05 |
| 2    | Gianni Bugno             | Chateau d'Ax | a 1'40" |
| 3    | Marino Lejarreta         | Caja Rural   | a 1'45" |
| 4    | Luc Roosen               | Roland       | a 3'30" |
| 5    | Tony Rominger            | Chateau d'Ax | s.t.    |
| 6    | Luca Rota                | Del Tongo    | s.t.    |
| 7    | Gianbattista Baronchelli | Pepsi Cola   | s.t.    |
| 8    | Davide Cassani           | Gewiss       | s.t.    |
| 9    | Claudio Chiappucci       | Carrera      | a 8'38" |
| 10   | Martial Gayant           | Toshiba      | a 10"   |